# 대런 애러노프스키
대런 애러노프스키(영어: Darren Aronofsky, 문화어: 대런 애러놉스끼, 1969년 2월 12일 ~ )는 미국의 영화 감독, 영화 제작자, 영화 각본가이다.

## 작품 목록
- 파이 (1998)
- 레퀴엠 (2000)
- 천년을 흐르는 사랑 (2006)
- 더 레슬러 (2008)
- 블랙 스완 (2010)
- 노아 (2014)
- 마더! (2017)
- 더 웨일 (2022)
- 커트 스틸링 (2025)